# インド空軍博物館

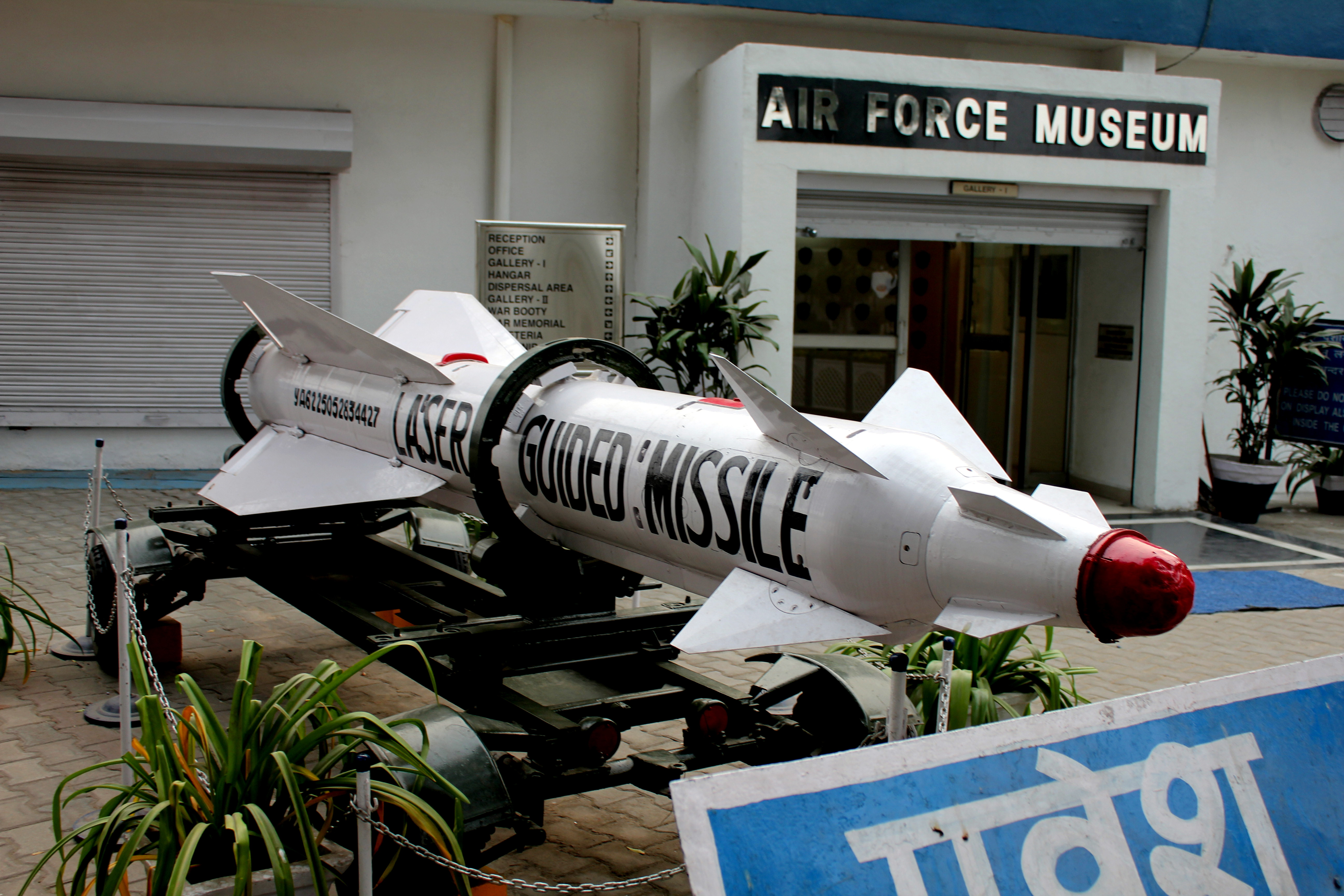
インド空軍博物館の建物入り口と、その前に展示されているミサイル

インド空軍博物館は、ニューデリーにあるインド空軍についての唯一の博物館である。インドの空軍がイギリスの植民地下で1932年に創設されて以来使用してきた機体の実物や模型・写真を多数展示している。展示されている機体の製造国はイギリス、フランス、アメリカ合衆国、ソビエト連邦、日本など多様である。

## 概要
インディラ・ガンディー国際空港に隣接するパラム空軍基地（Palam Air Force Station）に設置されているが、空港の民間ターミナルから見ると滑走路の向こう側に当たるため、空港に向かう一般交通機関を使っての訪問は難しい。休館日は月・火曜と祝日で、入館は無料だが、入館時に係員から記帳するよう求められる。
展示物は、受付とそれに続く小さな展示室を持つ大きなハンガーと、3つの小部屋に分かれた別館に収められ、大きな機体などは屋外に展示されている。記念品を販売する売店も設置されており、売店では簡単な飲み物も出される。

### 玄関周辺

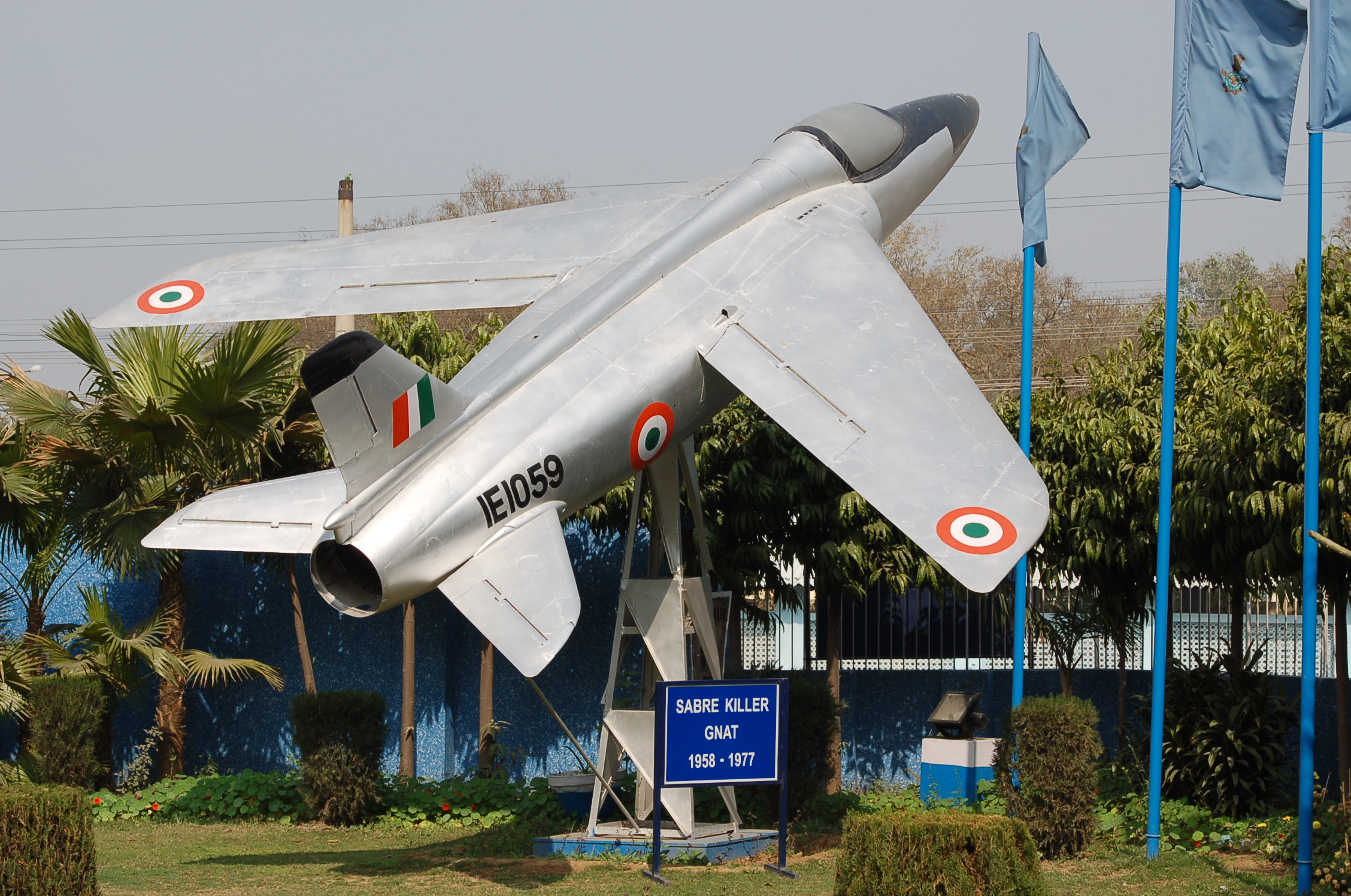
インド空軍博物館の敷地入り口近くに展示されているナット

正門の横には空を向いて急上昇するようにナット戦闘機の機体が飾られている。ナットは第二次印パ戦争でパキスタン空軍相手に活躍した機体であり、敷地の外からでも塀越しに機体の前半分が見える。また正門を少し入ったところに戦闘で亡くなった兵士たちの慰霊碑がある。小さな玄関の奥に受付があってノートに記帳すると入館が許される。受付を通ると模型や勲章や軍服を陳列した小部屋を通って大きなハンガーに入る。

### ハンガーの主な展示物
1932年以降インド空軍で使用された練習機、戦闘機、戦闘爆撃機、偵察機の実物ほかに、日本の桜花の実物とアメリカのアポロ宇宙船の実物大模型が展示されている。そのほかエンジンや爆弾類も多数展示されている。
プロペラ機ではイギリスのライサンダー偵察機や、第二次世界大戦から戦後にかけてイギリスの主力戦闘機となったハリケーン、スピットファイア、テンペストの各種が展示されている。
ジェット戦闘機ではイギリスのDH.100 ヴァンパイアとハンター、フランスのウーラガン、ソ連のSu-7とMiG-21、インド国産のHF-24 マルートなど様々な機体が展示されている。

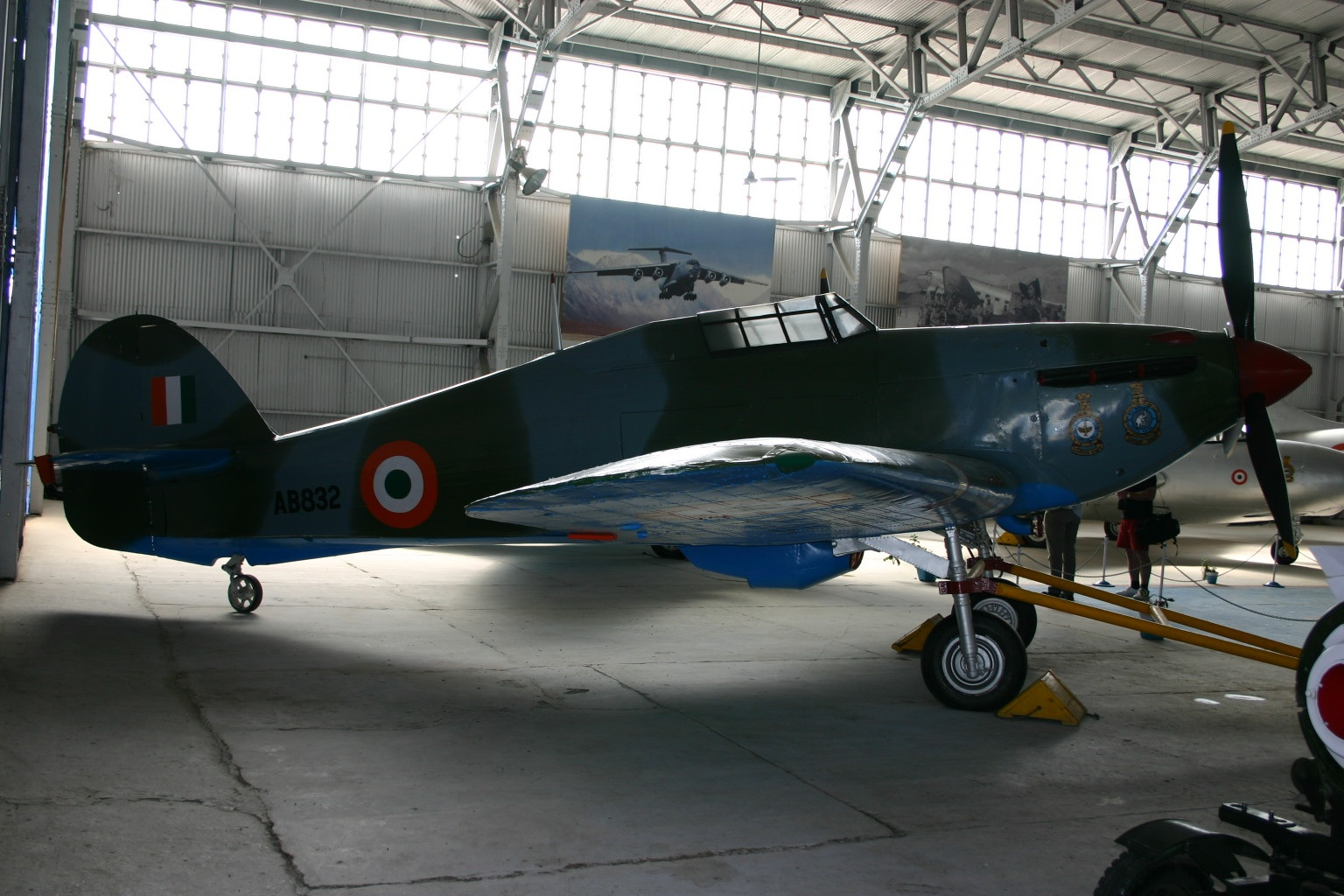
イギリス製のハリケーン
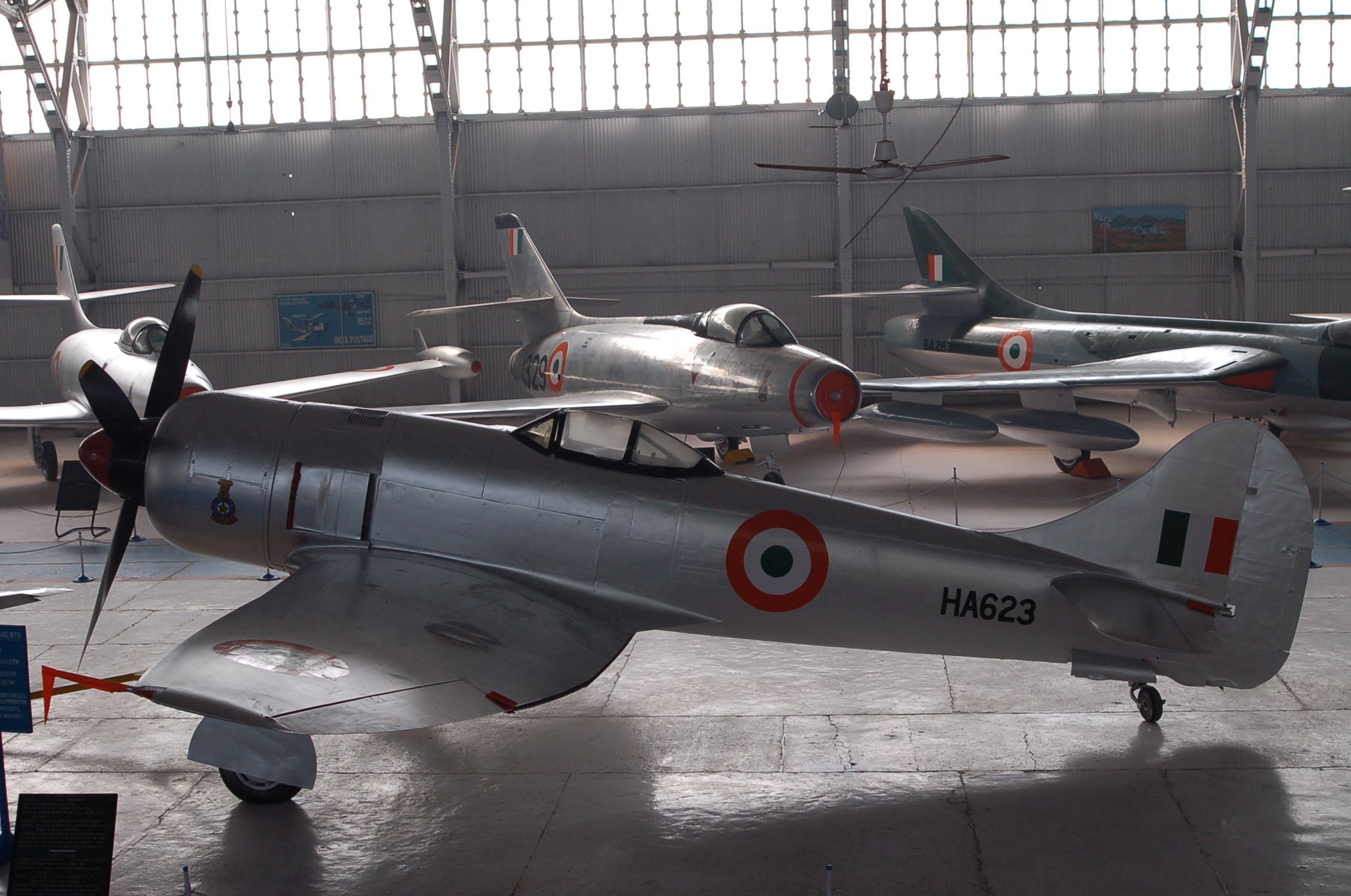
イギリス製のテンペスト
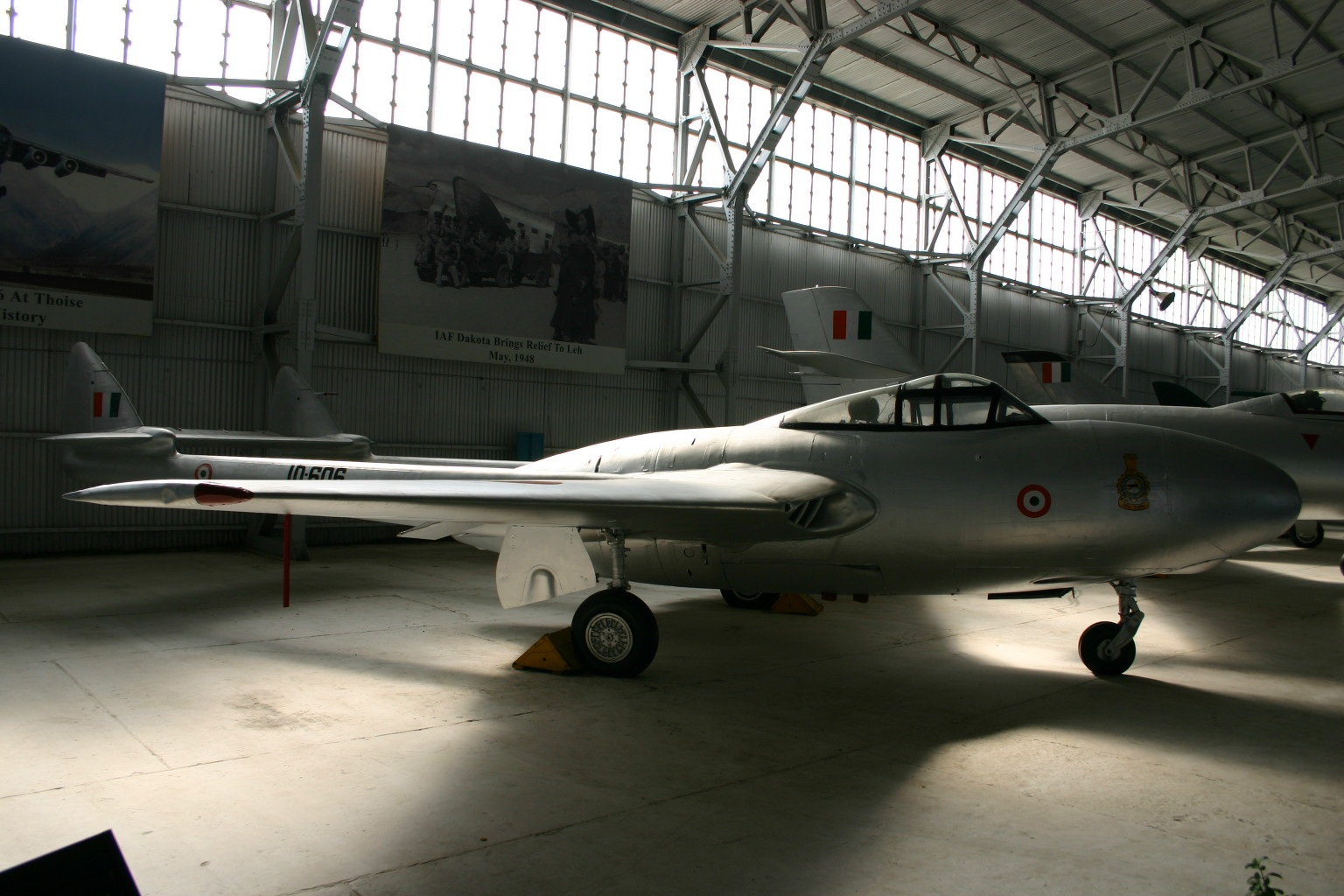
イギリス製のヴァンパイア
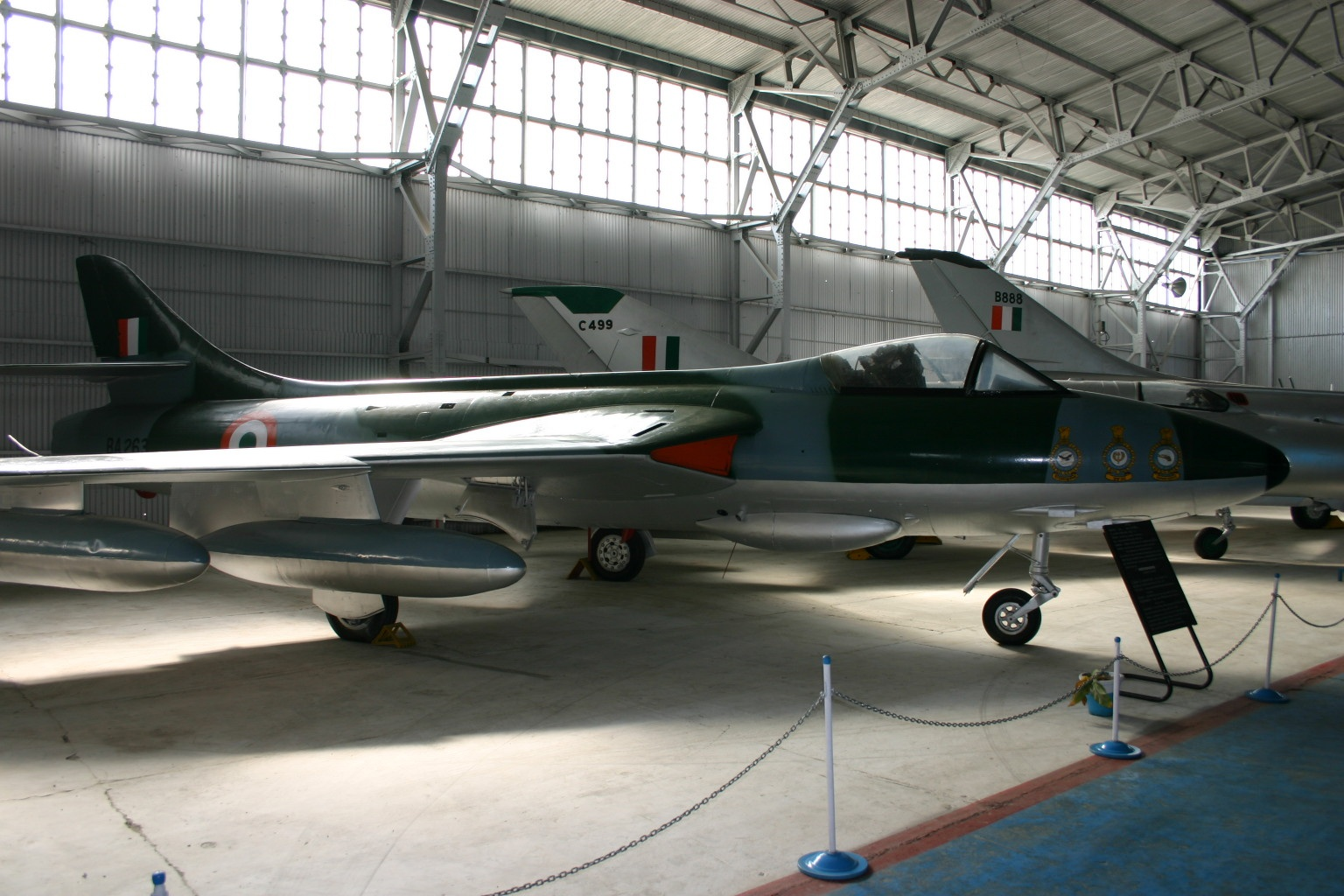
イギリス製のハンター
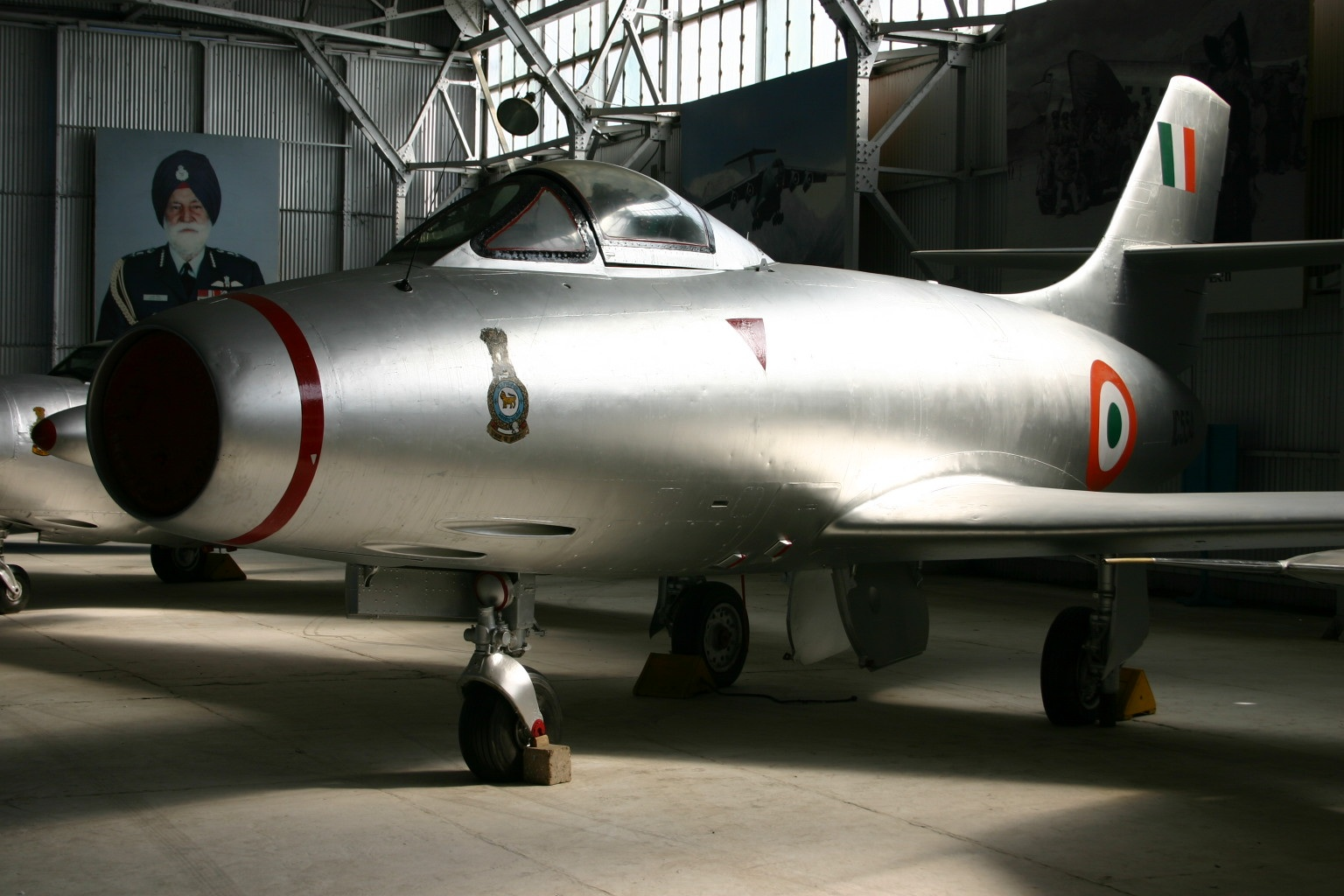
フランス製のウーラガン
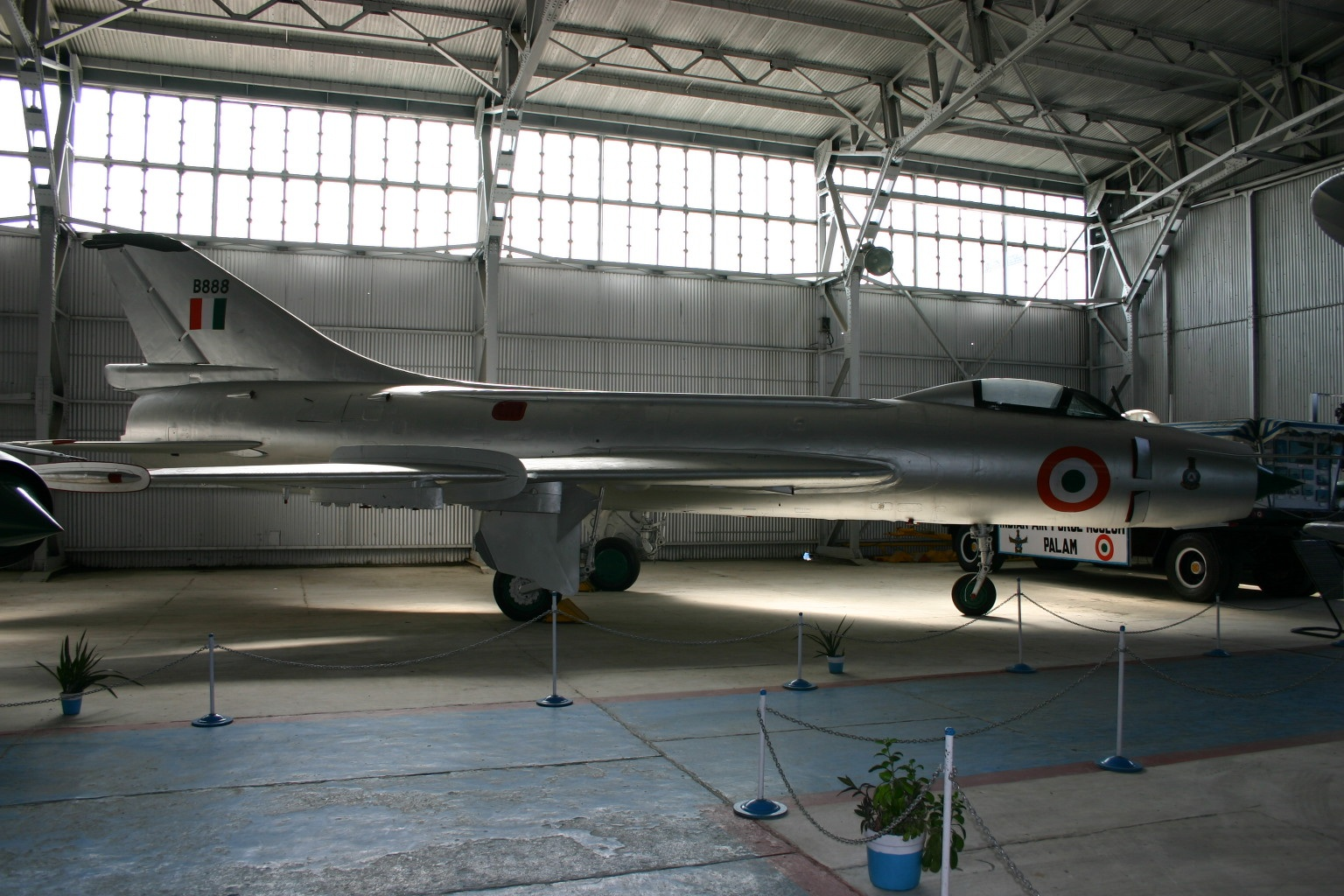
ソ連のSu-7
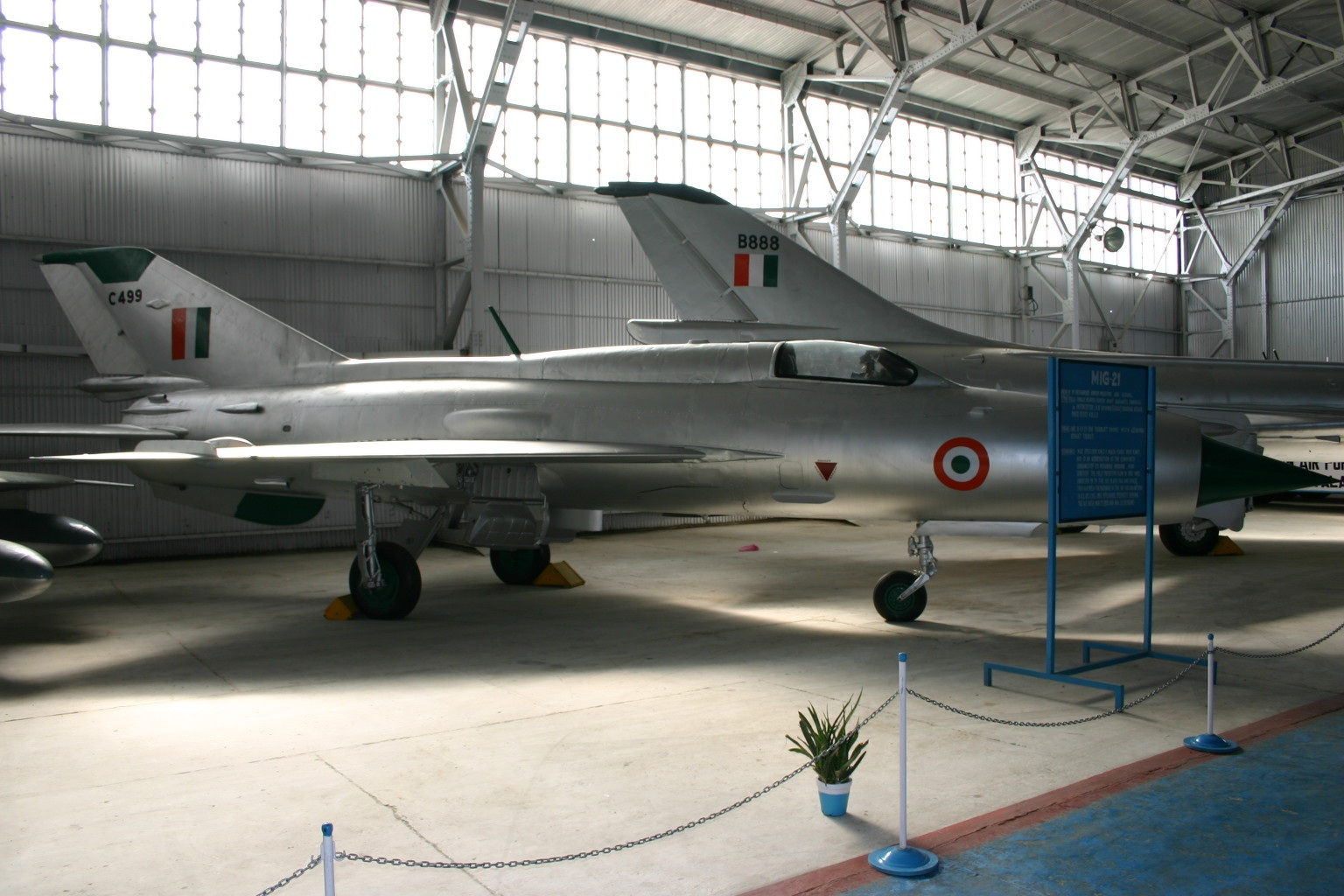
ソ連のMig-21

### 屋外の主な展示物
入り口から見てハンガーの左側には比較的古い機体やインド・パキスタン戦争の戦利品が、右側には比較的新しい機体や大きな機体が置かれている。左側にはアメリカのプロペラ4発爆撃機リベレーター、イギリスで設計されたジェット爆撃機キャンベラ、ソ連とアメリカのヘリコプター2機Mi-4とS-55のほかに、戦闘で破壊されたパキスタン軍の戦車も展示されている。右側の広い屋外エリアには、アメリカの輸送機C-119やソ連の輸送機An-12、ソ連の戦闘機Mig-25などが置かれている。

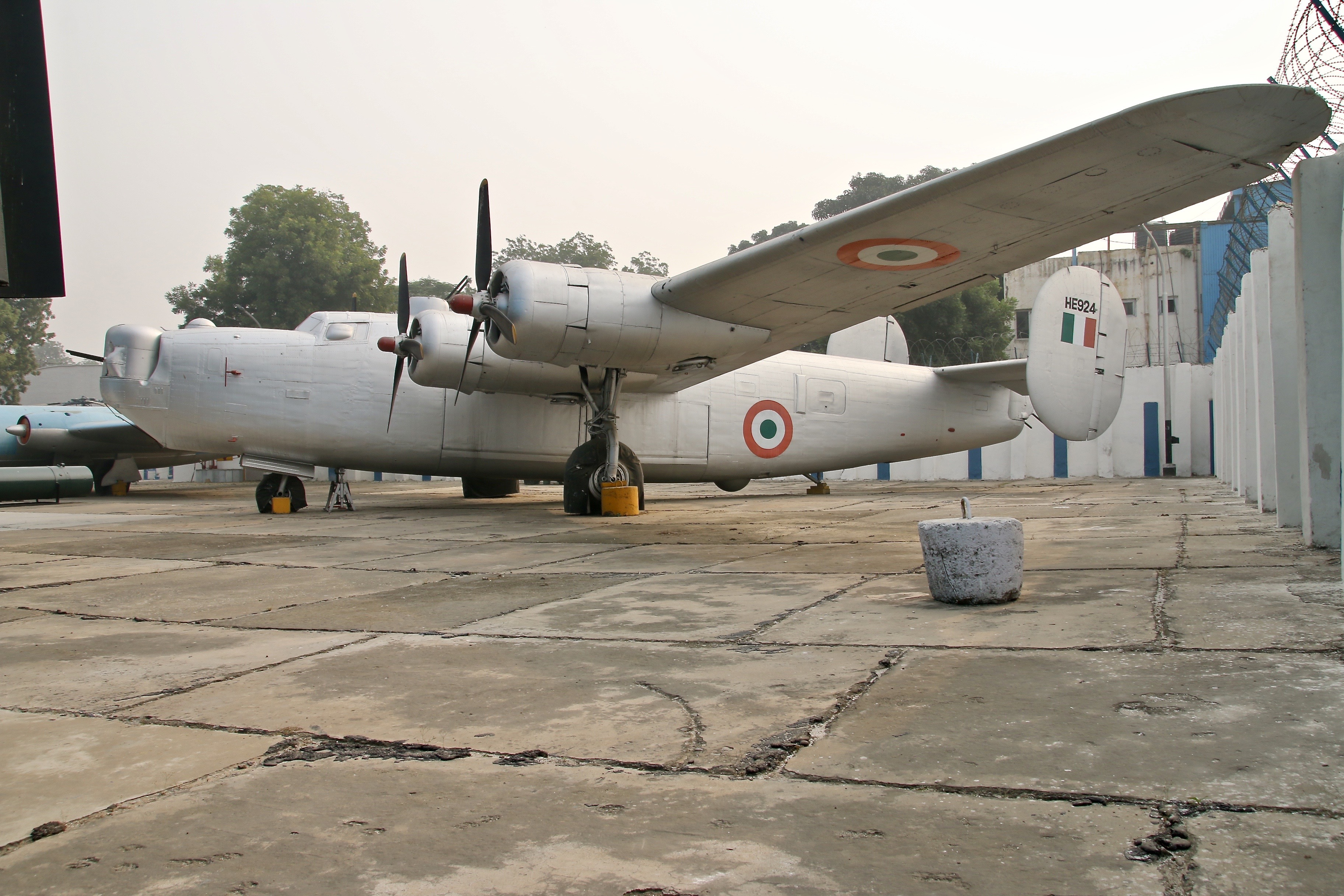
アメリカ製のリベレーター
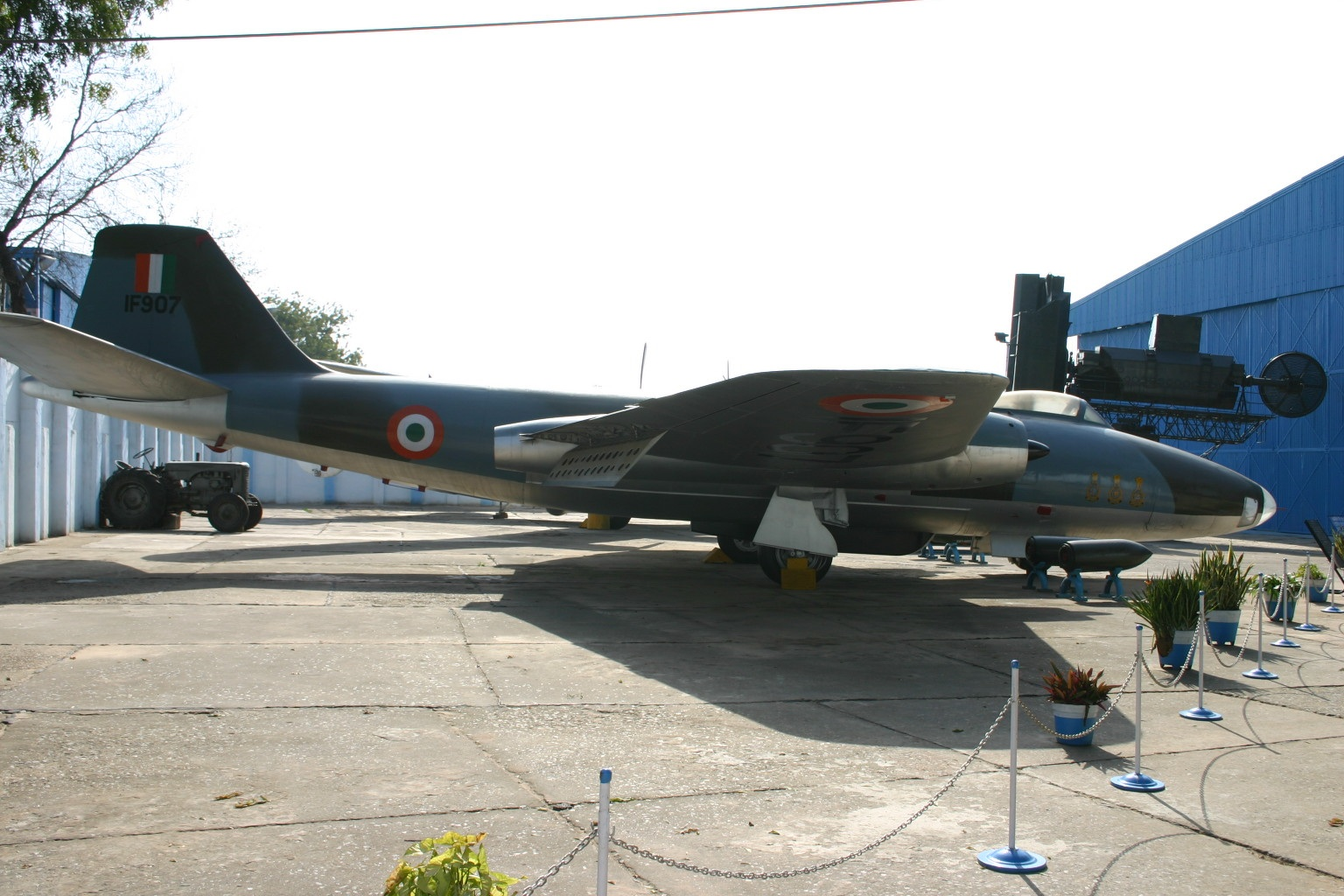
イギリス製のキャンベラ
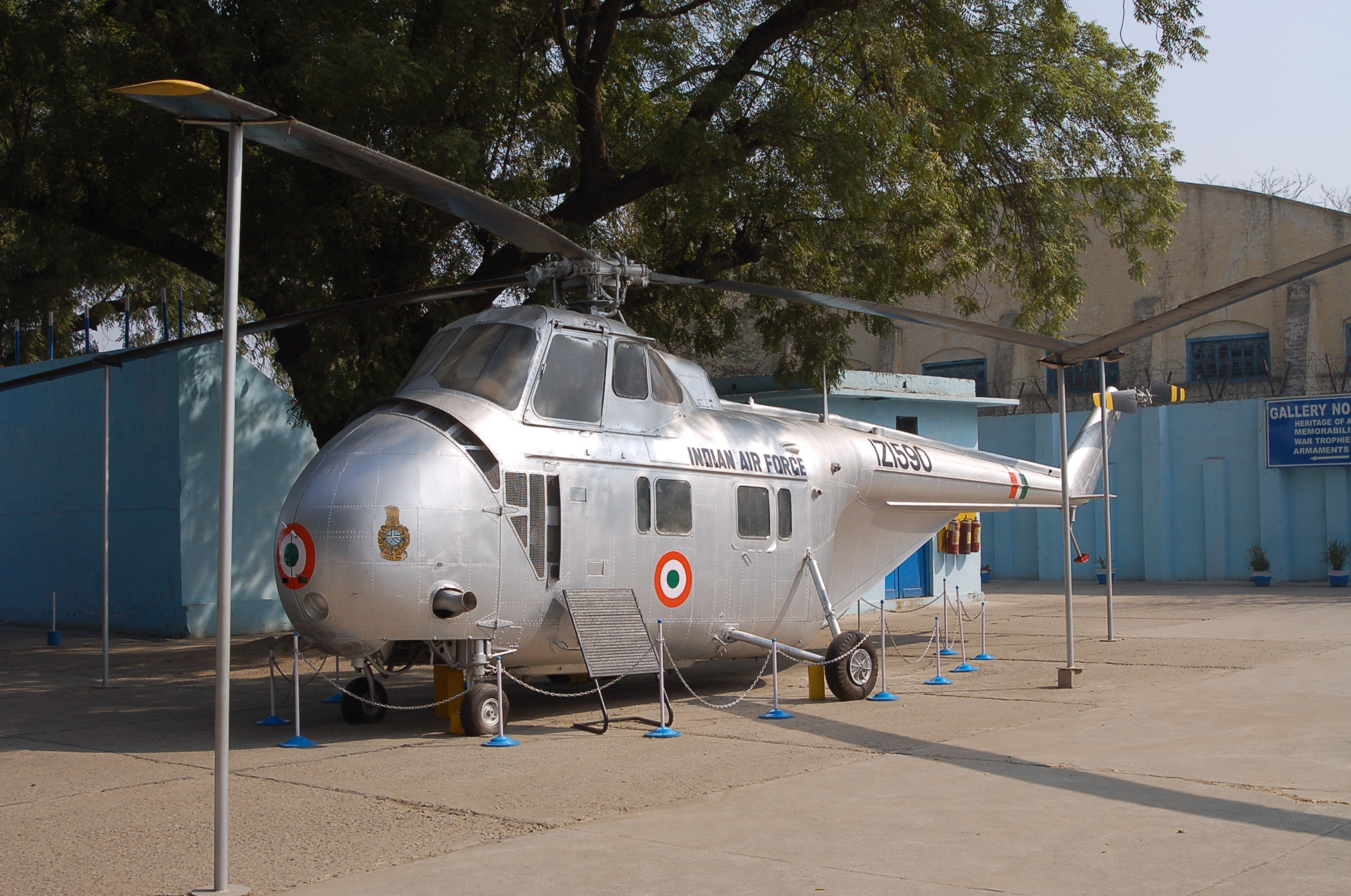
アメリカ製のS-55
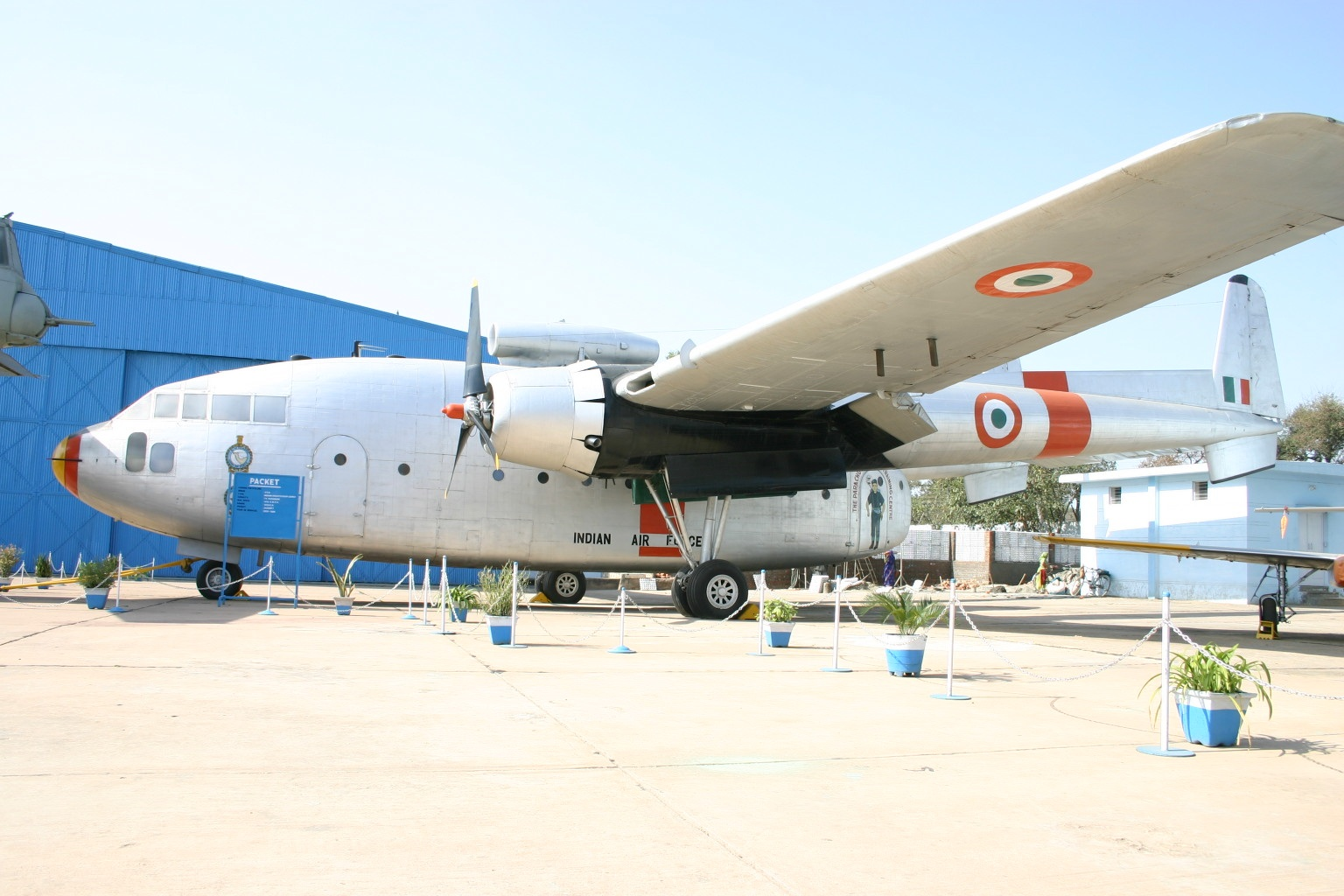
アメリカ製のC-119
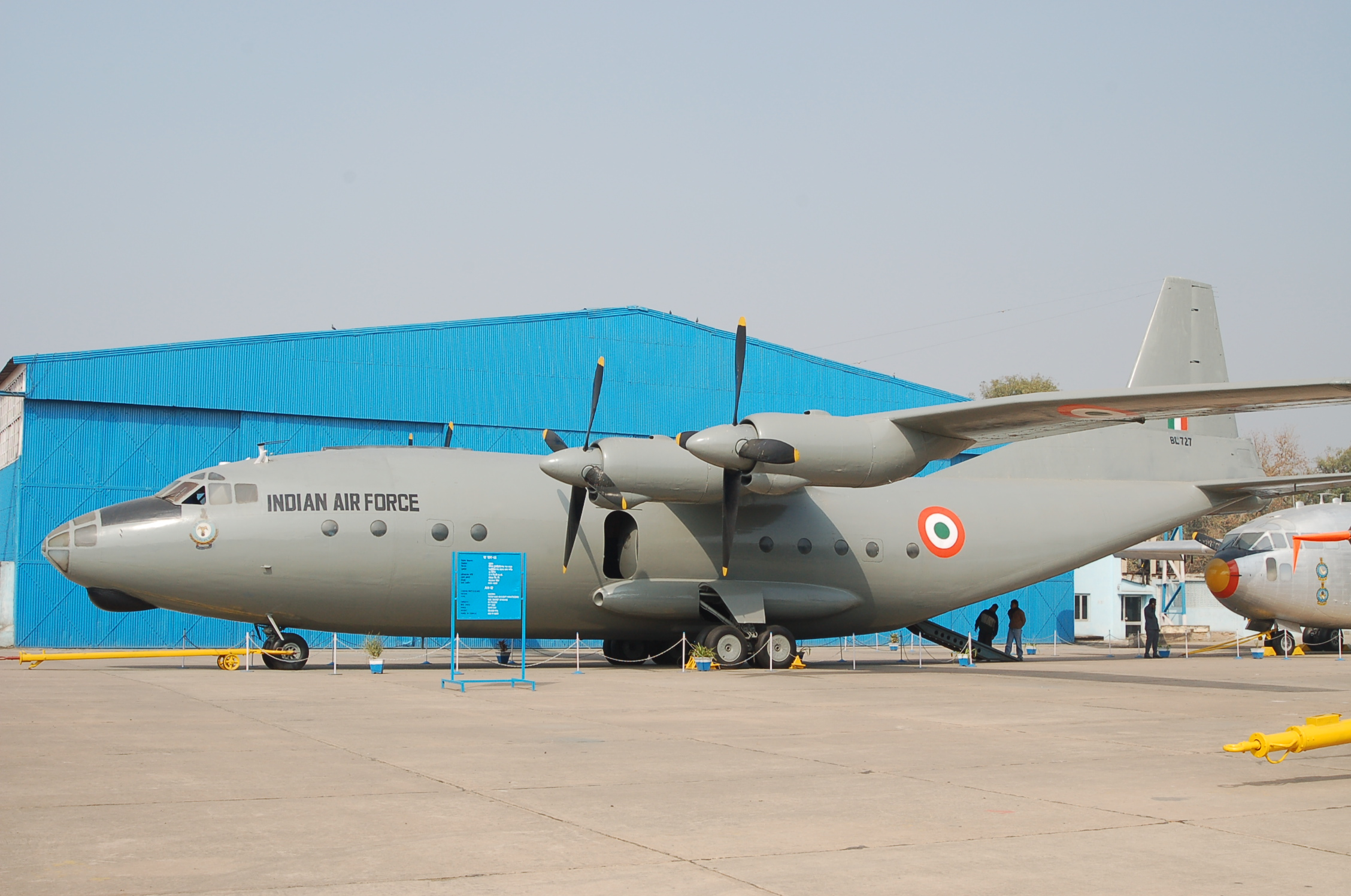
ソ連製のA-12
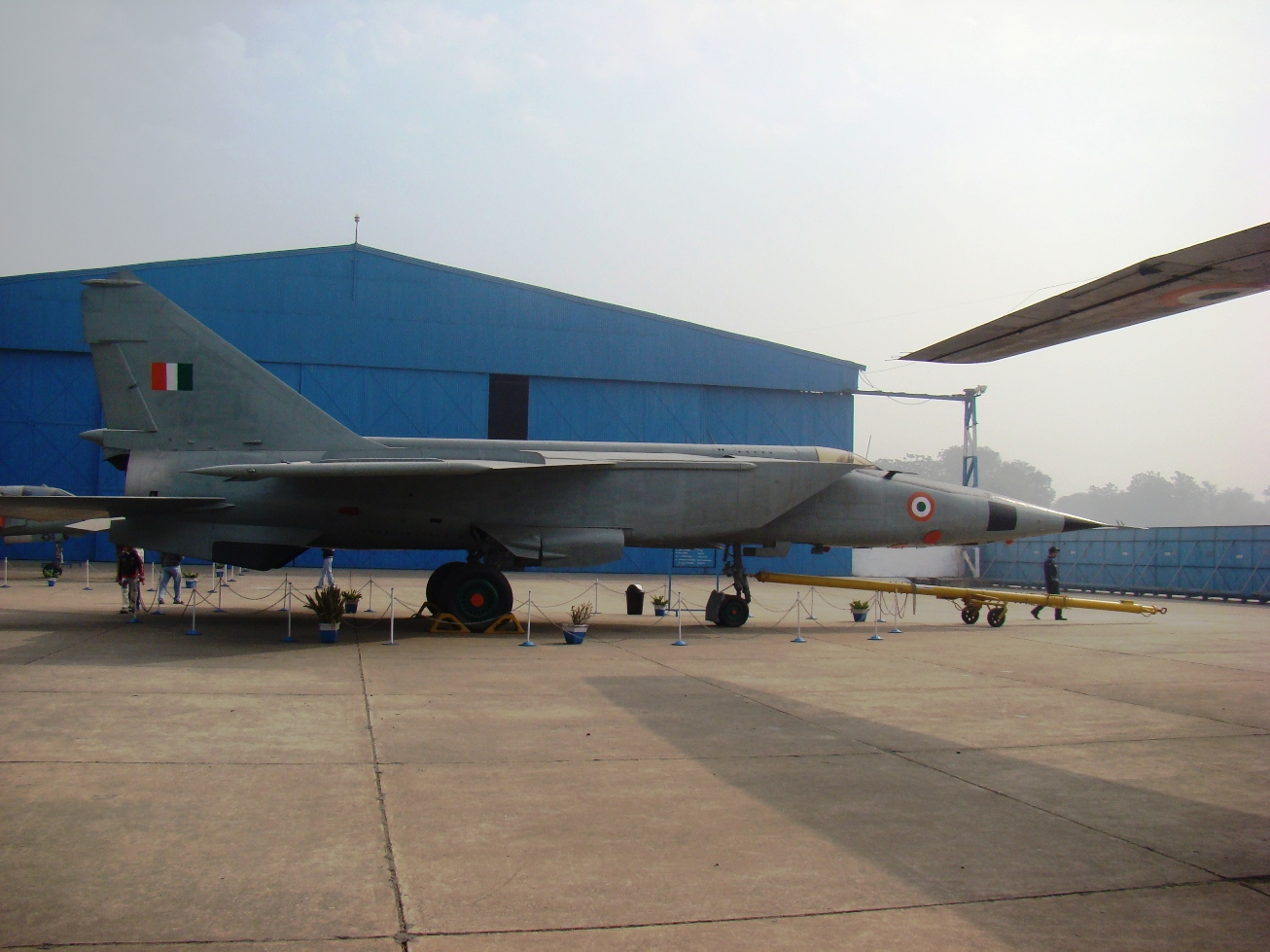
ソ連製のMig-25、エンジンは外されている

### 別館
別館は3部屋に分かれており、インド空軍の初期から現在までの歴史を写真や模型で解説している。特に第3室では、1983年にソ連の宇宙船T-11でインド人として初めて宇宙に行った飛行士ラケッシュ・シャルマの業績について説明されている。